# MO' BEAT
『MO' BEAT』（モ・ビート）は、1997年7月21日に発売されたゴスペラーズのメジャーデビュー後3枚目のアルバム。

## 概要
- 前作から10か月ほどで発売されたアルバム。
- 後にメンバーは「これでブレイクできると思った」と語っている。しかし売上は芳しくなかった。
- シングル曲は「ウルフ」と「待ちきれない」を収録。
- トッド・ラングレンの「A DREAM GOES ON FOREVER」をカバー。
- 「星空の5人 〜WE HAVE TO BE A STAR〜」「参宮橋」「A DREAM GOES ON FOREVER」「カーテンコール」の四曲はいずれもアカペラ曲であり、アルバムの三分の一がアカペラという極めて珍しい作品。
- 前作まで続いていた「イントロ」が今作には無い（次のVol.4では「イントロ」が復活している）。

## 収録曲
1. 星空の5人 〜WE HAVE TO BE A STAR〜 （4:07）
  - 作詞・作曲・編曲: 村上てつや

アカペラ曲。
2. スプーン （4:26）
  - 作詩: 安岡優/作曲: 北山陽一/編曲: 岸利至

7thシングルのc/w曲の別テイク。歌詞が短く、所々アレンジに違いがある。
3. ウルフ （5:05）
  - 作詩: 安岡優/作曲・編曲: 岩田雅之

7thシングル曲。コーラスから始まる。ドラムに神保彰、トロンボーンに村田陽一という面々が揃っている。
4. MO' BEAT （5:03）
  - 作詞: 村上てつや/作曲・編曲: 田辺恵二

アルバム表題曲。
5. 参宮橋 （3:49）
  - 作詞・作曲・編曲: 村上てつや

全編、村上のファルセットでのアカペラ曲。笑福亭鶴瓶が気に入っている曲。
6. t.4.2. (tea for two) （3:49）
  - 作詞・作曲: 酒井雄二/編曲: 高野寛、酒井雄二

タイトルの意味をよく問われた曲。ギターには高野寛、キーボードに、現・abingdon boys school、JUNK FUNK PUNKの岸利至が参加している。
7. NO MORE TEARS （4:32）
  - 作詩・作曲: Thomas Ahlstrand、Stephen Evans、安岡優/編曲:小西貴雄
8. JOIN 2 JOYS （5:34）
  - 作詞: 山田ひろし/作曲: 黒沢カオル/編曲: BANANA ICE

広末涼子がお気に入りの曲として、楽曲提供された際の打ち合わせの時に口ずさんだ。パーカッションに斎藤ノブが参加。
9. A DREAM GOES ON FOREVER （2:11）
  - 作詞・作曲: Todd Rundgren/編曲: 酒井雄二

トッド・ラングレンのカバー。全編アカペラ。
10. 待ちきれない （4:54）
  - 作詩: 安岡優/作曲・編曲: 岩田雅之

6thシングル曲。
11. GOD BLESS YOU （4:20）
  - 作詞: 山田ひろし/作曲: 安岡優/編曲: 田辺恵二
12. カーテンコール （1:55）
  - 作詩: 安岡優/作曲・編曲: 北山陽一

アカペラ曲。北山が作った曲に詩をつける際、安岡が頭を抱えた。